# Sive plijesni
Sive plijesni (glavičaste plijesni; Mucorales), red petežno saprofitskih gljiva u koljenu Zygomycota, koje mogu živjeti na svim mogućim hranjivim podlogama (čak i na konjskoj balegi) iz kojih uzimaju hranu razgradnjom ugljikohidrata iz supstrata, lužeći u njega enzime. Micelij mukoraceja na supstratu vidi se u obliku svjetlije ili tamnije sive, paučinaste prevlake, po čemu su dobile naziv sive plijesni. Ogranci micelija ponekad nose na sebi i glavičaste sporangije pa su nazivane i glavičaste plijesni.
Siva plijean uobičajeno se javlja i na vinovoj lozi, pa je vinogradari smatraju tipičnom bolesti loze.
Red se sastoji od nekoliko porodica:
- Choanephoraceae
- Cunninghamellaceae
- Lichtheimiaceae
- Mucoraceae
- Mycocladaceae
- Mycotyphaceae
- Neoznačena s rodovima: Lentamyces i Siepmannia
- Phycomycetaceae
- Pilobolaceae
- Radiomycetaceae
- Syncephalastraceae
- Umbelopsidaceae